# Fiodor Tiulpin
Fiodor Timofiejewicz Tiulpin (ros. Фёдор Тимофеевич Тюльпин, ur. 21 września?/3 października 1866 we wsi Monajenok w ujeździe bielewskim, zm. 2 grudnia 1942 w Odessie) – rosyjski lekarz i patolog, profesor Cesarskiego Uniwersytetu Dorpackiego w latach 1910–1914 i profesor Uniwersytetu Noworosyjskiego w Odessie.
Urodził się we wsi Monajenok lub, według innych źródeł, we wsi Bołoto w ujeździe bielewskim. Był synem kupca. Ukończył gimnazjum w Tule. Studiował medycynę w Moskwie, a potem w Dorpacie, otrzymując tytuł doktora medycyny w 1896 roku. W 1902 roku złożył egzaminy doktorskie. Został nadetatowym asystentem w uniwersyteckiej poliklinice kierowanej przez Sawielewa, miał też własną praktykę. W latach 1910–1914 profesor patologii i terapii Uniwersytetu Jurjewskiego.

## Wybrane prace
- О действии цинковой пыли на лаковую кровь: Из Юрьевского Фармакологического института проф. Д. М. Лаврова: Диссертация на степень доктора медицины. Юрьев: Э. Бергман, 1906
- Ефимовская реакция мочи при заражении глистами. Врачебная газета 14, ss. 617; 653 (1907)
- Ueber die Temperaturreaktion nach Injektion von Zucker- und Kochsalzlösung. Klin.-therap. Wchnschr. 15, ss. 193-196 (1908)